# Trichoceros muralis
Trichoceros muralis är en orkidéart som beskrevs av John Lindley. Trichoceros muralis ingår i släktet Trichoceros och familjen orkidéer. Inga underarter finns listade i Catalogue of Life.